# Eric Dier
Eric Jeremy Edgar Dier (* 15. ledna 1994 Cheltenham) je anglický profesionální fotbalista, který hraje na pozici středního obránce či defensivního záložníka za německý klub FC Bayern Mnichov, kde je na hostování z Tottenhamu Hotspur, a za anglický národní tým.
Jedná se o univerzálního defenzivního hráče, ve své kariéře už hrál jako defenzivní záložník, střední a pravý obránce.

## Klubová kariéra
Dier vyrůstal v Portugalsku, kde nastupoval za mládežnické výběry Sportingu Lisabon. V roce 2012 se probojoval nejprve do rezervy a posléze do hlavního týmu. V roce 2014 podepsal smlouvu s Tottenhamem na pět let.

## Reprezentační kariéra
Navzdory zájmu z Portugalska se Dier rozhodl reprezentovat Anglii. V A týmu debutoval v listopadu 2015 a byl nominován na Euro 2016.

## Statistiky

### Klub
| Klub              | Sezona  | Liga           | Liga   | Liga | FA Cup | FA Cup | League Cup | League Cup | Evropské poháry | Evropské poháry | Celkem | Celkem |
| Klub              | Sezona  | Liga           | Zápasy | Goly | Zápasy | Goly   | Zápasy     | Goly       | Zápasy          | Goly            | Zápasy | Goly   |
| ----------------- | ------- | -------------- | ------ | ---- | ------ | ------ | ---------- | ---------- | --------------- | --------------- | ------ | ------ |
| Sporting CP B     | 2012/13 | Segunda Liga   | 7      | 2    | —      | —      | —          | —          | —               | —               | 7      | 2      |
| Sporting CP B     | 2013/14 | Segunda Liga   | 9      | 0    | —      | —      | —          | —          | —               | —               | 9      | 0      |
| Sporting CP B     | Celkem  | Celkem         | 16     | 2    | —      | —      | —          | —          | —               | —               | 16     | 2      |
| Sporting CP       | 2012/13 | Primeira Liga  | 14     | 1    | 0      | 0      | 1          | 0          | 0               | 0               | 15     | 1      |
| Sporting CP       | 2013/14 | Primeira Liga  | 13     | 0    | 0      | 0      | 3          | 0          | —               | —               | 16     | 0      |
| Sporting CP       | Celkem  | Celkem         | 27     | 1    | 0      | 0      | 4          | 0          | 0               | 0               | 31     | 1      |
| Tottenham Hotspur | 2014/15 | Premier League | 28     | 2    | 1      | 0      | 3          | 0          | 4               | 0               | 36     | 2      |
| Tottenham Hotspur | 2015/16 | Premier League | 37     | 3    | 4      | 1      | 1          | 0          | 9               | 0               | 51     | 4      |
| Tottenham Hotspur | 2016/17 | Premier League | 36     | 2    | 4      | 0      | 1          | 0          | 7               | 0               | 48     | 2      |
| Tottenham Hotspur | 2017/18 | Premier League | 34     | 0    | 4      | 0      | 2          | 0          | 5               | 0               | 47     | 0      |
| Tottenham Hotspur | 2018/19 | Premier League | 20     | 3    | 1      | 0      | 1          | 0          | 6               | 0               | 28     | 3      |
| Tottenham Hotspur | 2019/20 | Premier League | 19     | 0    | 5      | 0      | 1          | 0          | 5               | 0               | 30     | 0      |
| Tottenham Hotspur | 2020/21 | Premier League | 9      | 0    | 0      | 0      | 1          | 0          | 2               | 0               | 12     | 0      |
| Tottenham Hotspur | Celkem  | Celkem         | 183    | 10   | 19     | 1      | 10         | 0          | 40              | 0               | 252    | 11     |
| Celkem            | Celkem  | Celkem         | 226    | 13   | 19     | 1      | 14         | 0          | 40              | 0               | 299    | 14     |

### Mezinárodní
| Anglie | Anglie | Anglie |
| Rok    | Zápasy | Goly   |
| ------ | ------ | ------ |
| 2015   | 2      | 0      |
| 2016   | 13     | 2      |
| 2017   | 8      | 1      |
| 2018   | 15     | 0      |
| 2019   | 2      | 0      |
| 2020   | 5      | 0      |
| Celkem | 45     | 3      |